# Bayerischer Architekturpreis
Der Bayerische Architekturpreis wurde 2007 zum ersten Mal ausgelobt und soll Persönlichkeiten auszeichnen, die sich in hohem Maß um die Baukultur in Bayern verdient gemacht haben. Der Preis ist nicht an die Realisierung eines konkreten Bauvorhabens gebunden, kann aber auch dafür vergeben werden.
Ausloberin des Bayerischen Architekturpreises ist die Bayerische Architektenkammer, die gesetzliche Berufsvertretung aller Architekten, Innenarchitekten, Landschaftsarchitekten und Stadtplaner des Freistaats. Einzelne, besonders herausragende Leistungen können dabei zusätzlich von der Bayerischen Staatsregierung mit dem „Bayerischen Staatspreis für Architektur“ ausgezeichnet werden.
Architektenkammer und Freistaat wollen mit dem Preis baukulturelle Anliegen in breiter Form würdigen und das Bewusstsein der Öffentlichkeit für die gebaute Umwelt stärken. Der Preis wird in einem Turnus von (in der Regel) zwei Jahren an bis zu drei Persönlichkeiten vergeben. Jede der drei Auszeichnungen ist mit 10.000 Euro dotiert.
Vorschlagsberechtigt sind alle natürlichen und juristischen Personen, die ihren Wohnsitz oder ihre Niederlassung im Freistaat Bayern haben. Eigenbewerbungen sind nicht möglich. Die Auswahl der Preisträger erfolgt durch ein ständig eingerichtetes, unabhängiges Kuratorium, das das baukulturelle Geschehen in Bayern laufend beobachtet. Ihm gehören Persönlichkeiten des öffentlichen Lebens an, die selber Kulturschaffende sind oder im Rahmen ihrer beruflichen Tätigkeit einen besonderen Bezug zur Kultur – und damit auch zur Baukultur – entwickelt haben.

## Preisträger

### 2007
- Uwe Kiessler, Architekt, München
- Werner Wirsing, Architekt, München
- Dieter Wieland, Autor, München (auch mit dem Bayerischen Staatspreis für Architektur ausgezeichnet)[1]

### 2009
- Theodor Hugues, Architekt, München
- Fritz Koenig, Bildhauer, Ganslberg
- Sabine Reeh, Journalistin, München[2]

### 2011
- Horst Biesterfeld, Manfred Brennecke, Thomas Richter (Gründungsmitglieder von Arc Architekten)
- Nicola Borgmann, Architektin, Kunsthistorikerin und Leiterin der Architekturgalerie München, München
- Winfried Nerdinger, Architekturhistoriker und Direktor des Architekturmuseums der TU München[3]

### 2013
- Gabor Benedek, Architekt, München
- Gerhard Hausladen (auch mit dem Bayerischen Staatspreis für Architektur ausgezeichnet)
- Hans Jürgen Schmidt-Schicketanz, Architekt
- Anerkennung: Landesarbeitsgemeinschaft Architektur und Schule[4]

### 2015
- Regine Keller, Landschaftsarchitektin, München
- Josef Poxleitner, Leiter a. D. der Obersten Baubehörde im Bayerischen Staatsministerium des Innern, für Bau und Verkehr
- Georg Scheel Wetzel, Architekten, Berlin, für das NS-Dokumentationszentrum, München (auch mit dem Bayerischen Staatspreis für Architektur ausgezeichnet)
- Anerkennungen: Initiative „pro-stadtBAUmeister“, Nürnberg, und Michael Weidenhiller, Bayerisches Staatsministerium für Bildung und Kultus, Wissenschaft und Kunst, München[5]

### 2018
- Johannes Berschneider, Architekt, Pilsach
- Peter Haimerl, Architekt, München (auch mit dem Bayerischen Staatspreis für Architektur ausgezeichnet)
- Christoph und Donata Valentien, Landschaftsarchitekten, München
- Anerkennungen: Susanne Flynn, Architektin und Wilhelm Warning, Kulturjournalist, München[6]

### 2021
- Hermann Kaufmann, Architekt und em. Universitätsprofessor (auch mit dem Bayerischen Staatspreis für Architektur ausgezeichnet)
- Christiane Thalgott, Architektin und Stadtplanerin, München[7]

### 2024
(Quelle: )
- Florian Nagler, Architekt und Universitätsprofessor (auch mit dem Bayerischen Staatspreis für Architektur ausgezeichnet)
- Kooperative Grossstadt eG
- Geöffnete Wände – Diözesanmuseum Freising von Brückner & Brückner Architekten mit iam interior.architects.munich und realgrün Landschaftsarchitekten
- Anerkennungen: Irene Burkhardt, Bernhard Landbrecht